# روبرت جارفيس كوشران ووكر
روبرت جارفيس كوشران ووكر هو محامي وسياسي أمريكي، ولد في 20 أكتوبر 1838، وتوفي في 19 ديسمبر 1903. نشط حزبياً في الحزب الجمهوري. وقد انتخب عضو مجلس النواب الأمريكي ‏.